# Goesharder
Goesharder (Gooshiirder fräisch) és una varietat del frisó septentrional parlat a la vall de Goesharden (Amt Mittleres Nordfriesland), al nord d'Husum. Forma part del grup continental dels dialectes nordfrisons, com el mooring, karrharder, wiedingharde i halliger. Es divideix en els sotsdialectes de nord, centre i sud, amb les variants de Langenhorn i Ockholm. Pel fet de ser la varietat nodfrisona situada més al sud es troba en declivi. El goesharder del sud es va extingir el 1981 en morir el darrer parlant a Hattstedt, i segons el frisista Nils Århammar el del centre està en perill imminent d'extinció, ja que a Bohmstedt l'últim parlant va morir el 2006 i només és parlat per unes poques persones a Drelsdorf; només el del nord es manté viu.
A Langenhorn se'n fan cursos, així com a Schöbull (on ja ha desaparegut). A Bredstedt, situat a la frontera entre les varietats nord i sud, hi ha la seu del Nordfriisk Institut.